# Agelenopsis aperta
Agelenopsis aperta là một loài nhện trong họ Agelenidae.
Loài này thuộc chi Agelenopsis. Agelenopsis aperta được Willis J. Gertsch miêu tả năm 1934.